# IC 1024
IC 1024 est une petite galaxie lenticulaire située dans la constellation de la Vierge. Sa vitesse par rapport au fond diffus cosmologique est de 1 714 ± 17 km/s, ce qui correspond à une distance de Hubble de 25,3 ± 1,8 Mpc (∼82,5 millions d'al). Cette galaxie a été découverte par l'astronome français Stéphane Javelle en 1891.
IC 1024 présente une large raie HI.
À ce jour, une mesure non basée sur le décalage vers le rouge (redshift) donne une distance d'environ 22,600 Mpc (∼73,7 millions d'al). L'incertitude sur cette valeur n'est pas donnée sur la base de données NED et elle est tout juste à l'extérieur des valeurs de la distance de Hubble.
Selon Abraham Mahtessian, IC 1024 et NGC 5638 forment une paire de galaxies. D'autre part, la distance de NGC 5638 est presque la même que celle de NGC 5636. Il est donc possible NGC 5636 et NGC 5638 forment une paire de galaxie en interaction, ce qui expliquerait l'apparence particulière de NGC 5636. On serait donc en présence d'une triplet de galaxies. Notons que ces trois galaxies font partie du groupe de NGC 5746.

## Groupe de NGC 5746
Selon A. M. Garcia, IC 1024 fait partie du groupe de NGC 5746. Ce groupe de galaxies compte au moins 31 membres dont NGC 5636, NGC 5638, NGC 5658 (=NGC 5719), NGC 5668, NGC 5690, NGC 5691, NGC 5692, NGC 5701, NGC 5705, NGC 5713, NGC 5719, NGC 5725, NGC 5740, NGC 5746, NGC 5750, IC 1022 et IC 1048.
Sur le site « Un Atlas de l'Univers », Richard Powell mentionne aussi le groupe de NGC 5746, mais il n'y figure que 14 galaxies. Six autres galaxies du groupe de NGC 5746 de Garcia, dont IC 1024, se trouvent dans un autre groupe mentionné par Powell, soit le groupe de NGC 5638. Selon Powell, la galaxie NGC 5701 ne fait pas partie d'un groupe de galaxies et les autres galaxies de Garcia ne figurent pas dans celles retenues par celui-ci.
Le groupe de NGC 5746 fait partie de l'Amas de la Vierge III, un des amas du superamas de la Vierge.